# Xã Dempster, Quận Hamlin, South Dakota
Xã Dempster (tiếng Anh: Dempster Township) là một xã thuộc quận Hamlin, tiểu bang Nam Dakota, Hoa Kỳ. Năm 2010, dân số của xã này là 257 người.